# 幻想小曲集作品12 (シューマン)
幻想小曲集（げんそうしょうきょくしゅう、Fantasiestücke）作品12は、ロベルト・シューマンが1837年に作曲した、8曲からなるピアノ曲集。タイトルの通り、一つ一つの曲は幻想的な情緒に満ちており、それぞれに文学的な標題が付けられている。
なお、シューマンの作品で「幻想小曲集」と銘打たれているものは他にも作品73（クラリネットとピアノ）、作品88（ピアノ三重奏）、作品111（ピアノ独奏）がある。

## 曲の構成
発想標語はもともとドイツ語だが、括弧内に日本語・イタリア語の訳を付記する。
第1曲 夕べに（Des Abends）  変ニ長調
Sehr innig zu spielen （非常に心を込めて弾く; Con molto sentimento）
3連符の伴奏の上に、もう1つ大きな単位の、アクセントの違う3連符の旋律が歌われる。つまり2拍子でありながら伴奏は2拍子、旋律は3拍子を感じさせ、それが複雑に絡み合うことで、独特の幻想味を醸し出している。
第2曲 飛翔（Aufschwung） ロンド形式 ヘ短調
Sehr rasch（極めて速く; Molto vivo）
曲集の中では、最も有名なものである。ABACAのロンド形式。力強い冒頭が印象的な主部では、内声部で情熱的な旋律が歌われる。Bでは変ニ長調に転じ、軽やかに高音部で歌われる。Cでは変ロ長調になり、幾分落ち着いたものとなる。
第3曲 なぜに（Warum?） 変ニ長調
Langsam und zart（ゆっくりそして優しく; Lento e teneramente）
標題の通り、問いかけるような主題が2声で進行する。
第4曲 気まぐれ（Grillen）
Mit Humor（ユーモアをもって; Con umore）
スケルツォの形をとる。変ニ長調であるが、変ロ短調（しかも属和音）で開始され、すぐに変ト長調となり、変イ長調を経て、16小節目でやっと変ニ長調が示されるなど、主部だけで十分に気まぐれ的な要素を含んでいる。中間部は変ト長調のコラールとなるが、やはり気まぐれなものである。ドイツ語タイトルは「グリルでの焼肉」つまり「バーベキュー」の意である。
第5曲 夜に（In der Nacht） ヘ短調
Mit Leidenschaft（情熱をもって; Appassionato）
波打つようなアルペッジョの伴奏に、断片的な旋律が顔を見せる。シューマンはこの曲集の中では最も気に入っており、クララにも最も演奏会に適した曲として薦めている。また、シューマンは自ら演奏する時には、ヘーローとレアンドロスの物語をイメージしているとクララ宛の書簡に記している
第6曲 寓話（Fabel） ハ長調
Langsam（ゆっくり; Lento）
フェルマータを含む遅い部分と、スタッカートの速い部分が交替する。
第7曲 夢のもつれ（Traumes Wirren） ヘ長調
Äußerst lebhaft（極めて速く; Vivacissimo）
音はきわめて速く、軽やかに鍵盤上を駆け巡る。それは一時の夢を見ているようである。その弾きにくさからしばしば「指のもつれ」と揶揄される。中間部は変ニ長調のコラールとなり、下属調の変ト長調で主題再現、半音下のヘ長調に戻る。
第8曲 歌の終わり（Ende vom Lied） ヘ長調
Mit gutem Humor （適度なユーモアをもって; Con buon umore）
『クライスレリアーナ』でも見られるように、シューマンは曲集の最後でたびたびユーモアを用いた。オクターブが折り重なって音楽ができあがっていく様を、シューマン自身は「結婚式と葬式の鐘が入り混じって聞こえてくる」と表現した。コーダは瞑想的なコラールとなり、静かに鐘の余韻が響いて終わる。